# Естафетний біг 4×100 метрів
Естафетний біг 4 × 100 метрів або естафета у спринті — це бігове змагання в легкій атлетиці на одне коло стадіону (400 метрів) з чотирма бігунами, коли кожен біжить 100 метрів. Перші бігуни повинні стартувати з тієї ж позиції, що і для індивідуальних перегонів на 400 метрів. Естафетну паличку несе кожен бігун. До 2018 року естафету потрібно було передати протягом 20-метрової зони, перед якою була 10-метрова зона прискорення. Зі зміною правила, введеною в дію з 1 листопада 2017 року, ця зона була змінена, щоб включити зону прискорення до складу зони передачі естафети, зробивши всю зону довжиною 30 метрів. Бігун, що приймає естафету, не може торкатися естафетної палички, поки вона не ввійде в цю зону, а бігун, що передає естафету, не може торкатися естафетної палички після того, як вона покине зону. Зона зазвичай позначається жовтим кольором, часто використовуючи лінії, трикутники або шеврони. Хоча правила визначають точне розташування знаків, кольори та стиль лише "рекомендуються". Тому що більшість застарілих доріжок все ще мають старі позначення, зміна правила дозволяє ще використовувати наявні позначки.  Не всі спортивні федерації прийняли зміну правила.
Передача естафети в цих перегонах, як правило, сліпа. Бігун, що приймає, простягає пряму руку назад, коли він потрапляє у зону передачі або коли бігун, що передає, подає словесний сигнал. Бігун, що приймає естафету, не озирається назад, і бігун, що передає естафету, несе відповідальність вложити естафетну паличку в простягнуту руку і не відпускати, поки наступний бігун не візьметься за неї, не перетнувши зону передачі, і зупинитися після обміну естафети.   Бігуни першої й третьої черги, як правило, бігають по внутрішній стороні доріжки з естафетною паличкою в правій руці, тоді як бігуни другої та четвертої черги беруть паличку в ліву. Відшліфовані передачі можуть певною мірою компенсувати відсутність базової швидкості, а дискваліфікація за падіння палички або її передачу поза зоною є звичайним явищем, навіть на найвищому рівні.  Час естафети, як правило, на 2-3 секунди швидший, ніж сума найкращого часу окремих бігунів.
Чоловічі та жіночі команди Сполучених Штатів історично домінували в цих змаганнях протягом 20 століття, вигравши найбільшу кількість олімпійських золотих медалей та більшість світових чемпіонатів IAAF. Карл Льюїс бігав останню чергу в естафетних командах США, які встановили шість світових рекордів з 1983 по 1992 рік, включаючи першу команду, яка подолала 38 секундну позначку.
Нинішній світовий рекорд серед чоловіків становить 36,84, встановлений збірною Ямайки у фіналі Олімпійських ігор 2012 року в Лондоні 11 серпня 2012 року. Ямайка домінувала у цьому виді спорту, вигравши дві поспіль золоті олімпійські медалі, а також чотири чемпіонати світу поспіль. Вони єдині хто подолали 37 секундну позначку,  Попередній рекорд становив 37,04 секунди, встановлений збірною Ямайки на чемпіонаті світу 2011 року.
Найшвидший вимірений електронним секундоміром останньої черги здійснений Усейном Болтом на світових естафетах IAAF 2015 року - 8,65 секунди, тоді як Боб Гейс був пробіг за 8,7 секунди за ручним секундоміром у фіналі Токійських ігор 1964 року. Ігри в Токіо також мали електронний хронометраж; після огляду відео, Гейс пробіг 8,6 секунди у фіналі та дивовижні 8,5 секунди у півфіналі. 
Світовий рекорд серед жінок становить 40,82 секунди, встановлений США у 2012 році на Олімпійських іграх у Лондоні. Найшвидший забіг останньої черги, серед жінок, - 9,70 від Кармеліти Джетер.
Згідно з правилами Світової легкої атлетики (IAAF), світові рекорди в естафеті можуть бути зафіксовані лише за умови, що всі члени команди мають однакову національність.

## Найкращі 10 країн

### Чоловіки
- Вірно станом на липень 2021 р. [7] [8]

| Ранг | Час   | Команда                                                                          | Нація                           | Дата                | Місце          | Посилання |
| ---- | ----- | -------------------------------------------------------------------------------- | ------------------------------- | ------------------- | -------------- | --------- |
| 1    | 36,84 | Неста Картер, Майкл Фрейтер, Йоган Блейк, Усейн Болт                             | Ямайка                          | 11 серпня 2012 року | Лондон         | [ 9 ]     |
| 2    | 37,10 | Крістіан Коулмен, Джастін Гетлін, Майкл Роджерс, Ноа Лайлс                       | Сполучені Штати Америки         | 5 жовтня 2019 р     | Доха           | [ 10 ]    |
| 3    | 37,36 | Адам Джемілі, Жарнел Г'юз, Річард Кілті, Нетаніел Мітчелл-Блейк                  | Велика Британія                 | 5 жовтня 2019 р     | Доха           | [ 10 ]    |
| 4    | 37,43 | Тада Сюхей, Сірайсі Кірара, Кірю Йосіхіде, Абдул Сані Браун                      | Японія                          | 5 жовтня 2019 р     | Доха           | [ 10 ]    |
| 5    | 37,62 | Даррел Браун, Марк Бернз, Еммануель Калландер, Річард Томпсон                    | Тринідад і Тобаго               | 22 серпня 2009 р    | Берлін         |           |
| 6    | 37,64 | Акім Гейнс, Аарон Браун, Брендон Родні, Андре де Грассе                          | Канада                          | 19 серпня 2016 року | Ріо-де-Жанейро |           |
| 7    | 37,65 | Тандо Длодло, Саймон Магакве, Кларенс Муняї, Акані Сімбіне                       | Південно-Африканська Республіка | 4 жовтня 2019       | Доха           | [ 11 ]    |
| 8    | 37,72 | Родрігу ду Насіменту, Вітор Угу душ Сантуш, Дерик Сілва, Паулу Андре де Олівейра | Бразилія                        | 5 жовтня 2019 р     | Доха           | [ 10 ]    |
| 9    | 37,79 | Макс Моріньєр, Даніель Сангума, Жан Шарль Труабал, Бруно Марі-Роз                | Франція                         | 1 вересня 1990 року | Спліт          |           |
| 9    | 37,79 | Су Бінтянь, Сюй Чжоучжен, У Чжицян, Сє Чженьє                                    | Китайська Народна Республіка    | 4 жовтня 2019       | Доха           | [ 11 ]    |

### Жінки
- Вірно станом на липень 2021 р. [12] [13]

| Ранг | Час   | Команда                                                                              | Нація                                    | Дата                | Місце          | Посилання |
| ---- | ----- | ------------------------------------------------------------------------------------ | ---------------------------------------- | ------------------- | -------------- | --------- |
| 1    | 40,82 | Тіанна Бартолетта, Еллісон Фелікс, Б'янка Найт, Кармеліта Джетер                     | Сполучені Штати Америки                  | 10 серпня 2012 року | Лондон         |           |
| 2    | 41.07 | Вероніка Кемпбелл-Браун, Наташа Моррісон, Елейн Томпсон, Шеллі-Енн Фрейзер-Прайс     | Ямайка                                   | 29 серпня 2015 року | Пекін          |           |
| 3    | 41,37 | Зільке Меллер, Сабіна Гюнтер, Інґрід Ауерсвальд, Марліс Ґер                          | Німецька Демократична Республіка         | 6 жовтня 1985 року  | Канберра       |           |
| 4    | 41,49 | Ольга Богословська, Галина Мальчугіна, Наталія Помощникова-Воронова, Ірина Привалова | Росія                                    | 22 серпня 1993 року | Штутгарт       |           |
| 5    | 41,62 | Татьяна Пінто, Ліза Маєр, Джина Люкенкемпер, Ребекка Гаазе                           | Німеччина                                | 29 липня 2016 року  | Мангайм        |           |
| 6    | 41,77 | Аша Філіп, Дезіре Генрі, Діна Ашер-Сміт, Дерілл Нейта                                | Велика Британія                          | 19 серпня 2016 року | Ріо-де-Жанейро |           |
| 7    | 41,78 | Патрісія Жирар, Мюріель Хуртіс-Хуайрі, Сільвіан Фелікс, Кристін Аррон                | Франція                                  | 30 серпня 2003 року | Париж          |           |
| 8    | 41,92 | Саватеда Файнс, Чандра Стерруп, Полін Девіс-Томпсон, Деббі Фергюсон-Маккензі         | Багамські Острови                        | 29 серпня 1999 року | Севілья        |           |
| 9    | 42.00 | Антоніна Настобурко, Наталія Помощникова-Воронова, Марина Жирова, Ельвіра Барбашина  | Союз Радянських Соціалістичних Республік | 17 серпня 1985 року | Москва         |           |
| 10   | 42.03 | Келлі-Енн Батист, Мішель-Лі Ай, Реяре Томас, Семуа Гаккетт                           | Тринідад і Тобаго                        | 29 серпня 2015 року | Пекін          |           |